# Velo d'Astico
Velo d'Astico är en kommun i provinsen Vicenza i regionen Veneto i Italien. Kommunen hade 2 331 invånare (2018).